# 東京佛光山寺
東京佛光山寺（とうきょうぶっこうざんじ）は、東京都板橋区にある台湾仏教の寺院。

## 概要
1993年（平成5年）に開山した。台湾の宗教団体「佛光山」の日本別院としては最初の寺である。
設立母体の佛光山は、国共内戦時に台湾に渡った星雲大師が設立した宗教団体で、中国仏教の臨済宗の流れをくんでいる。現在の台湾において「五座山」の一山となっている。
1999年（平成11年）には、東京都より宗教法人としての認証を受け、現在では文部科学大臣所轄単位宗教法人となっている。
日台友好のために、様々な行事を開催している。

## 交通アクセス
- 大山駅より徒歩8分。